# Přístavní brána (Štětín)
Přístavní brána (něm. Berliner Tor, pol. Brama Portowa) je bývalá součást fortifikačního systému ve Štětíně, postavená v letech 1725–1727 podle návrhu nizozemského architekta Gerharda Corneliusa van Wallrawe. Nachází se na městském sídlišti Centrum na náměstí Přístavní brána (pol. plac Brama Portowa). Je chráněna jako kulturní památka (č. A-790 z 11. července 1954).

## Historie
Je to jedna ze dvou (vedle Královské brány) brán zachovaných až do současnosti, které jsou zbytkem starého pruského opevnění. Fasádu ozdobil francouzský sochař Bartholomé Damart. Na něj byl umístěn monogram krále Fridricha Viléma I., zakladatele tohoto objektu. Atiku zdobí plaketa se zlaceným nápisem v latině, která informuje o právech Braniborského státu na Pomořansko a Štětín, protože Fridrich Vilém koupil Štětín od Švédů v roce 1719 za dva miliony talárů.
| „                | Fridericvs Wilhelmvs•Rex Borrvssiæ•Dvcatum Stetinensem cessvm Brandenbvrgicis Electoribvs svb Clientelæ Fide Pomeraniæ Dvcibvs redditvm•Post Fato ad Svecos delatvm•Ivstis pactis ivstoqve pertio ad Panim vsqve emit•paravit•sibiqve restitvit•Anno•MDCCXIX ac Portam Brandenb:fieri ivssit• | “ |
| — Nápis na bráně | |   |

| „                | Pruský král Fridrich Vilém koupil Štětínské vévodství, které bylo předáno braniborským voličům a předáno Pomořanským knížatům ve vězení, a které se později dostalo pod švédskou vládu. V důsledku spravedlivé dohody a za spravedlivou cenu ji získal po Peene a znovu se začlenil do svého státu. V roce 1719 nařídil postavit tuto Braniborskou Bránu. | “ |
| — Překlad nápisu | |   |

Nad nápisem nachází se panorama města s Viadrusem (bohem řeky Odry). Nahoře je oválný štít s erbem Pruska, korunovaný královskou korunou. 
V letech 1976–2013 v Braně sídlil obchod s uměleckými výrobky „Cepelia“. V současnosti (2015) uvnitř Brány funguje divadlo. Brána v letech 2016–2017 prošla rekonstrukcí.

## Galerie

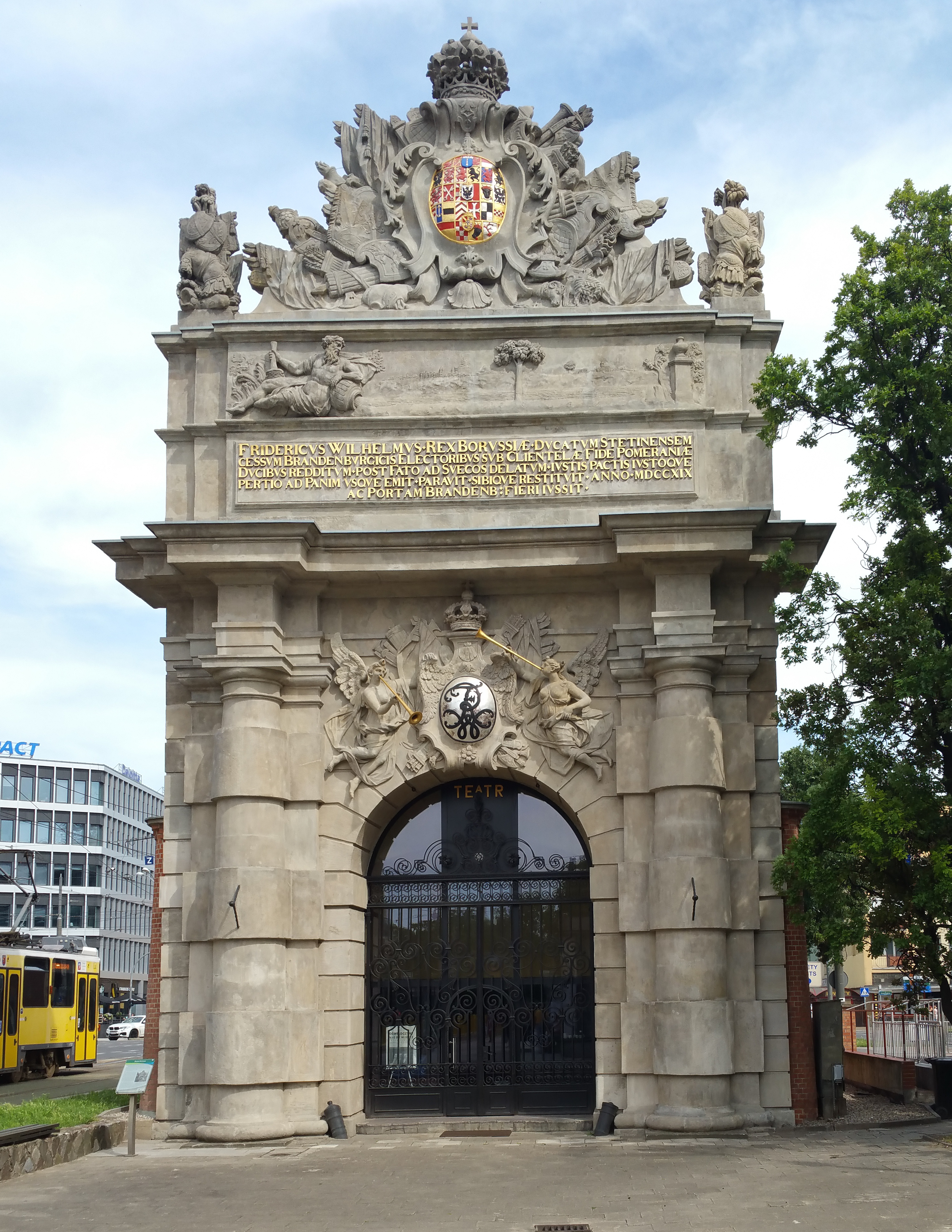
Východní fasáda
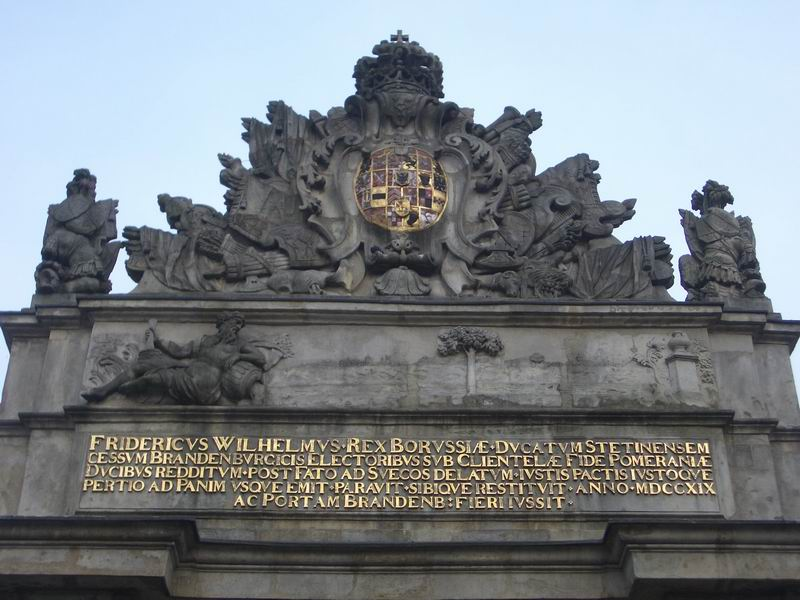
Štít západní fasády
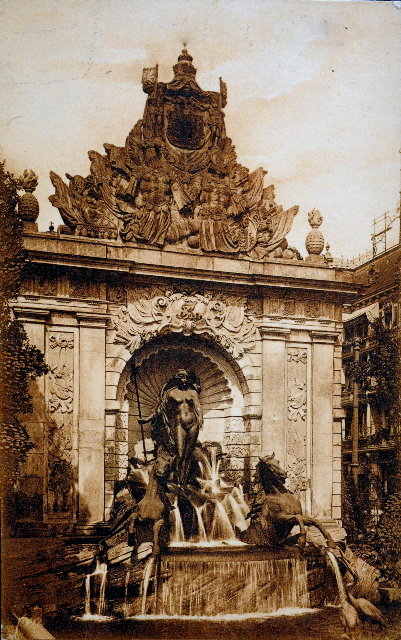
Pomník (s fontánou) Amfitríty stál před branou v letech 1902–1932